# Cabo Buromskiy
O Cabo Buromskiy forma o extremo norte da Península de Krylov. Ele foi fotografado por um avião durante a Operação Highjump em 1947, e mapeado a partir de fotos aéreas obtidas pela Expedição Antártica Soviética de 1958. Ele foi nomeado por essa expedição em homenagem a um membro da expedição, o hidrógrafo N.I. Buromskiy, que morreu na Antártida em 1957.